# Francis Nolan
Francis Nolan ist Professor für Phonetik an der University of Cambridge und Leiter des Department of Linguistics.
Von 1993 bis 1995 war er Geschäftsführer der International Phonetic Association, von 1999 bis 2003 Vizepräsident. Sein fachlicher Schwerpunkt liegt auf Phonetik und Phonologie sowie auf forensischer Linguistik.
Für die Harry-Potter-Filme designte er die Sprache Parselmund.